# Szczepan Grzeszczyk
Szczepan Jan Grzeszczyk (ur. 25 grudnia 1901 w Warszawie, zm. 5 maja 1967 w Waszyngtonie) – polski konstruktor lotniczy, pilot doświadczalny, lotnik sportowy, szybownik i instruktor szybownictwa.

## Życiorys
Urodził się 25 grudnia 1901 r. w Warszawie. Będąc uczniem gimnazjum Rontalera, wstąpił ochotniczo do Wojska Polskiego podczas wojny polsko-radzieckiej w 1920 roku. Służył w 4. dywizjonie artylerii konnej, uzyskując odznaczenie Krzyż Walecznych. Po maturze, w 1921 roku, rozpoczął studia na Wydziale Mechanicznym Politechniki Warszawskiej. Głównym przedmiotem jego zainteresowań stało się lotnictwo; podczas studiów pracował w latach 1925–1926 w Instytucie Badań Technicznych Lotnictwa (IBTL) jako konstruktor. W 1925 roku jako jeden z trzech cywilów (wraz z Jerzym Dąbrowskim i Jerzym Drzewieckim) uzyskał zezwolenie władz wojskowych na odbycie szkolenia lotniczego w 1 pułku lotniczym w Warszawie, po czym w 1926 roku ukończył kurs pilotażu wojskowego, latając na wielu typach samolotów, w tym myśliwcach Blériot-SPAD S.61 i wykonując 460 lotów.
Jesienią 1926 roku przeniósł się na Politechnikę Lwowską, nadal propagując latanie i zostając tam wiceprezesem Związku Awiatycznego Studentów Politechniki Lwowskiej. Stał się głównym organizatorem i pierwszym prezesem utworzonego w 1928 roku lwowskiego Aeroklubu Akademickiego. 13 marca 1928 r. oblatał amatorski szybowiec CW-I, a 26 maja podczas organizowanej przez siebie I Wyprawy Szybowcowej ZASPL na Łysą Górę k. Złoczowa, ustanowił na nim dwa krajowe rekordy (długotrwałości lotu 4 min 13 s i wysokości 40 m); został jednak ranny w wypadku przy starcie do kolejnego lotu. Osiągnięcie to stało się znaczące dla rozwoju szybownictwa w Polsce, udowadniając, że istnieją w Polsce warunki do jego uprawiania. Po zorganizowaniu szybowiska na górze Bezmiechowej, Grzeszczyk organizował tam wyprawy i szkolił pilotów szybowcowych, stając się pierwszym w Polsce instruktorem szybowcowym. Jako pierwszy w Polsce wykonywał dłuższe loty żaglowe i termiczne oraz zdobył kategorię C pilota szybowcowego, zainicjował też loty wleczone za samolotem, loty nocne i przeloty otwarte. Zainicjował wstępne szkolenie kandydatów na pilotów wojskowych na szybowcach. W latach 1928–1931 ustanowił razem 9 szybowcowych rekordów krajowych długotrwałości i wysokości lotu (szybowce CW-I, CW-II, CW-IV, SG-21 Lwów), a dziesiąty rekord długości przelotu w 1935 roku (CW-5 bis/35). Był inicjatorem oraz kierownikiem pierwszego kursu akrobacji szybowcowej przeprowadzonego w czerwcu 1935 roku w Warszawie.
W 1930 roku uzyskał dyplom inżyniera na Politechnice Lwowskiej i powrócił do Warszawy, pracując do 1935 roku jako kierownik wydziału prób w locie IBTL. Zajął się też samodzielnie konstruowaniem szybowców wyczynowych, oznaczonych jego inicjałami. Skonstruował w 1931 roku pierwszy szybowiec tej klasy w Polsce - SG-21 Lwów, a następnie dalsze konstrukcje: SG-28, SG-3 z 1933 roku (rozwijany w kilku odmianach i zbudowany w ilości ok. 20 sztuk), SG-7 z 1937 roku, oraz wspólnie z Antonim Kocjanem dwumiejscowy szybowiec wyczynowy Mewa z 1936 roku. Na szybowcach Grzeszczyka ustanowiono wiele krajowych rekordów lotu. Grzeszczyk był też współpracownikiem Instytutu Techniki Szybownictwa we Lwowie. 18 października 1931 r. na szybowcu SG-21 Grzeszczyk wykonał rekordowy lot bez lądowania trwający 7 godzin  52 minuty.    
Szczepan Grzeszczyk zajmował się też sportem samolotowym, biorąc udział w kilku krajowych i zagranicznych zawodach lotniczych. W 1929 roku odbył jeden z pierwszych lotów dookoła Polski na trasie 3000 km samolotem Drzewieckiego JD-2. W 1930 roku wziął udział w III Krajowym Konkursie Awionetek na samolocie RWD-4, zajmując 2. miejsce ogółem i zwyciężając w jednej z konkurencji. W V Krajowym Lotniczym Konkursie Turystycznym zajął ogółem 7. miejsce na samolocie RWD-8, zwyciężając jednak w trzech konkurencjach, w tym w locie okrężnym. W lipcu 1932 roku uczestniczył na szybowcu własnej konstrukcji SG-28 w Międzynarodowych Zawodach Szybowcowych w Niemczech. W 1934 roku wziął udział na samolocie PZL.26 w składzie polskiej ekipy w międzynarodowych zawodach samolotów turystycznych Challenge 1934, jednakże nie ukończył ich na skutek awarii silnika, lądując przymusowo na pustyni pod Tunisem.
Od 1936 roku Grzeszczyk rozpoczął pracę w Państwowych Zakładach Lotniczych jako kierownik wydziału studiów oraz szef pilotów doświadczalnych, następnie zastępca dyrektora technicznego PZL. Nadzorował i uczestniczył w projektowaniu ostatnich przedwojennych konstrukcji PZL, jak PZL.37 Łoś, PZL.38 Wilk, PZL.44 Wicher, PZL.50 Jastrząb, PZL.45 Sokół, PZL.46 Sum. Do 1939 roku latał jako jedyny w Polsce na 121 typach samolotów i szybowców.
Po wybuchu II wojny światowej i upadku Polski, przedostał się do Francji, gdzie został wcielony do dowództwa Polskich Sił Powietrznych. Następnie przedostał się do Wielkiej Brytanii, otrzymał numer służbowy RAF P-0777. W lutym 1942 roku wszedł w skład nowo utworzonego Warsztatu Remontowego Nr 1 (Polish Repair Depot at 30 MU). Pracował tam w Biurze Instrukcji i Tłumaczeń w bazie PSP w Blackpool. W stopniu majora, od 1944 roku pracował w Ministerstwie Przemysłu Lotniczego, wchodził też w skład Polskiej Rady Lotniczej.
Po wojnie pozostał na emigracji, wyjeżdżając początkowo do Argentyny, następnie do USA, gdzie podjął pracę jako konstruktor w zakładach lotniczych Piasecki Helicopter produkujących śmigłowce. Pod koniec życia zajmował stanowisko kierownika grupy konstruktorów. Był twórcą śmigłowcowego systemu trałowania min morskich, który został wykorzystany podczas oczyszczania z min Kanału Sueskiego w 1968 roku i podczas operacji zbrojnej w Zatoce Perskiej w 1991 roku.
Pracował intensywnie, zmarł nagle 5 maja 1967 r. w Waszyngtonie podczas podróży służbowej. Został pochowany w Narodowym Sanktuarium Matki Bożej Częstochowskiej w Doylestown.

### Małżeństwo
Od 25 grudnia 1935 był mężem malarki Heleny Okołowicz.

## Ordery i odznaczenia
- Krzyż Walecznych
- Medal Lotniczy
- Srebrny Krzyż Zasługi (9 listopada 1932)[13]

## Upamiętnienie
Jego imię nosi ulica na warszawskiej Ochocie. Corocznie w Aeroklubie Nadwiślańskim w Lisich Kątach organizowane są zawody szybowcowe imienia Szczepana Grzeszczyka. 